# Миронов, Василий Гаврилович
Василий Гаврилович Миронов (28 декабря 1923, Златоуст, Уральская область — 7 декабря 2003, Златоуст, Челябинская область) ― передовик советского машиностроения, участник Великой Отечественной войны, почётный гражданин города Златоуста (1979).

## Биография
Василий Гаврилович Миронов родился 28 декабря 1923 года в Златоусте в русской семье. Завершив обучение в школе в седьмом классе, стал обучаться в школе фабрично-заводского ученичества при машиностроительном заводе в городе Златоусте. Летом 1940 года трудоустроился в цех калибров Златоустовского инструментального завода-комбината им. В. И. Ленина.
С марта 1942 года проходил службу в Красной армии. Участник Великой Отечественной войны. После призыва на протяжении шести месяцев учился в Златоустовском военно-инженерном училище. Окончив в сентябре 1942 года обучение и получив военную специальность сапёра, в звании сержанта был направлен в действующую армию на фронт. В составе 93-й гвардейской стрелковой дивизии и других соединений участвовал в Сталинградской и Курской битвах, освобождал Украину и Белоруссию, воевал в Румынии и Болгарии. Был ранен.
С 1945 по 1947 годы проходил обучение в Ленинградском Краснознамённом ордена Ленина военно-инженерном училище им. Жданова. В 1947 году уволен с военной службы в запас, возвратился в родной город в Златоуст. Стал вновь трудиться на родном завод, где проработал слесарем-инструментальщиком 38 лет до выхода на заслуженный отдых в 1985 году.
Одним из первых в цехе перешёл на самоконтроль, поддержал и исполнил инициативу «Пятилетку — в четыре года». Участник внедрения новых технологий, был шефом-наставником молодых рабочих, более 20 человек могут считать Миронова своим наставником и учителем. Избирался в президиум профкома завода. За долголетний и добросовестный труд был представлен к награде орденом Октябрьской Революции.
Решением исполкома Златоустовского городского Совета народных депутатов от 7 сентября 1979 года удостоен звания «Почётный гражданин города Златоуста».
Проживал в городе Златоусте. Умер там же 7 декабря 2003 года.

## Награды и звания
- Орден Октябрьской Революции[2]
- Орден Отечественной войны II степеней (11.03.1985)[2]
- Орден Красной Звезды (1943)[2]
- Медаль «За оборону Сталинграда» (1943)[2]
- Медаль «За победу над Германией в Великой Отечественной войне 1941—1945 гг.» (1946)[2]
- Почётный гражданин города Златоуста (07.09.1979)[2]